# دوري كرة القاعدة الرئيسي 2018
دوري كرة القاعدة الرئيسي 2018 (بالإنجليزية: 2018 Major League Baseball season)‏ هو الموسم 116 من  دوري كرة القاعدة الرئيسي. أقيم خلال الفترة 2018 وحتى 28 أكتوبر 2018، والذي يشرف على تنظيمه دوري كرة القاعدة الرئيسي، وكان عدد الأندية المشاركة فيه  30، وفاز فيه بوسطن ريد سوكس.